# Parikh-Doering-oxidatie
De Parikh-Doering-oxidatie is een organische reactie waarbij een primair of secundair alcohol omgezet wordt in respectievelijk een aldehyde of een keton. Bij de reactie wordt dimethylsulfoxide gebruikt als oxidator. Activatie van het dimethylsulfoxide vindt plaats door reactie met een adduct van zwaveltrioxide en pyridine, in aanwezigheid van tri-ethylamine. 
De reactie heeft overeenkomsten met de Swern-oxidatie en kan onder milde omstandigheden worden doorgevoerd bij 0°C.